# Eugène Humbert
Eugène Humbert, né le 6 mars 1870 et mort le 25 juin 1944, est un militant pacifiste, anarchiste et néo-malthusien français. Il dirige plusieurs revues engagées avant d'être condamné par la France, en 1921, pour insoumission.

## Biographie
Eugène Humbert naît à Metz, le 6 mars 1870, quatre mois avant la guerre franco-prussienne de 1870. Il devient anarchiste très jeune à Nancy. Influencé par les idées libertaires de Lapique, il forme le groupe Liberté  et participe au bulletin Le Tire-pied. Ces activités intellectuelles « subversives » le font considérer par la police de la IIIe République comme un « anarchiste dangereux ». Avec Eugène Mariatte, il est cofondateur du bimensuel L’Indépendant, publié pour les travailleurs en 1891. En 1896, Humbert est à Paris, où il rencontre Jean Grave, Miguel Almereyda, Élisée Reclus, Manuel Devaldès, Sébastien Faure et Paul Robin. Sous l’influence de ce dernier, il devient néo-malthusianiste. Administrateur de la « Ligue de la Régénération Humaine », il est directeur en 1902 de la revue Régénération.
Humbert fonde ensuite la revue Génération consciente, qu’il dirige de 1908 à 1914. Il rencontre alors Jeanne Rigaudin avec qui il travaille pour Génération Consciente. Ils ont une fille, Lucette, en 1913. Pour échapper à la mobilisation en 1914, Humbert trouve refuge à Barcelone. Là, il s’active pour la paix avec sa nouvelle compagne Jeanne. De retour en France en 1919, Eugène Humbert, est arrêté et condamné le 4 mai 1921 à la prison pour insoumission en période de guerre. Le 5 novembre 1921, il est condamné en outre à deux ans de prison, avec Jeanne, et à une amende de 3 000 francs pour avoir prôné des idées malthusiennes sur le contrôle des naissances. Une fois libérés, Eugène et Jeanne se marient début 1924. À partir de 1926, Eugène Humbert dirige la Librairie du Progrès et en 1931, il fonde La Grande Réforme, organe de la « Ligue de régénération humaine », dont il écrit de nombreux articles. Jeanne Humbert reste secrétaire général de la Ligue Internationale des Combattants de la Paix (LICP) de 1932 à 1935.
En 1939, à la veille de la Seconde Guerre mondiale, Eugène Humbert et son épouse prennent leur retraite près de Lisieux. Mais Eugène est de nouveau emprisonné, pendant dix-huit mois, pour « provocation à l'avortement et propagande anticonceptionnelle ». Alors qu’il est soigné dans un hôpital d’Amiens, à la veille de sa libération, Eugène Humbert trouve la mort au cours d’un bombardement américain, le 25 juin 1944. Il est ainsi rattrapé par la guerre, dont il a toujours condamné l’incommensurable absurdité.
Jeanne Humbert continue après la guerre une activité militante, créant en 1946 en hommage à son mari décédé  « L'Association des amis d'Eugène Humbert ».

## Publications
- Il contribue à l'Encyclopédie anarchiste, initiée par Sébastien Faure, publiée en quatre volumes, entre 1925 et 1934[2]